# Desa Sendangmulyo (administrativ by i Indonesien, Jawa Tengah, lat -6,74, long 111,66)
Desa Sendangmulyo är en administrativ by i Indonesien.   Den ligger i provinsen Jawa Tengah, i den västra delen av landet, 500 km öster om huvudstaden Jakarta.